# Płocica (jezioro w powiecie wałeckim)
Płocica – jezioro w woj. zachodniopomorskim, w powiecie wałeckim, w gminie Tuczno, leżące na terenie Równiny Drawskiej.

## Dane morfometryczne
Powierzchnia zwierciadła wody według różnych źródeł wynosi od 31,0 ha przez 35,3 ha do 39,18 ha.
Zwierciadło wody położone jest na wysokości 71,7 m n.p.m. lub 71,4 m n.p.m. Średnia głębokość jeziora wynosi 10,3 m, natomiast głębokość maksymalna 25,0 m.

## Hydronimia
Według urzędowego spisu opracowanego przez Komisję Nazw Miejscowości i Obiektów Fizjograficznych (KNMiOF) nazwa tego jeziora to Płocica. W różnych publikacjach i na mapach topograficznych jezioro to występuje pod nazwą Płociczno lub Płociowe.